# اس‌اس پرزیدنت هوور
اس‌اس پرزیدنت هوور (به انگلیسی: SS President Hoover) یک کشتی بود که طول آن ۶۱۵٫۰ فوت (۱۸۷٫۵ متر) بود. این کشتی در سال ۱۹۳۰ ساخته شد.